# Tourbet Sidi Bou Khrissane

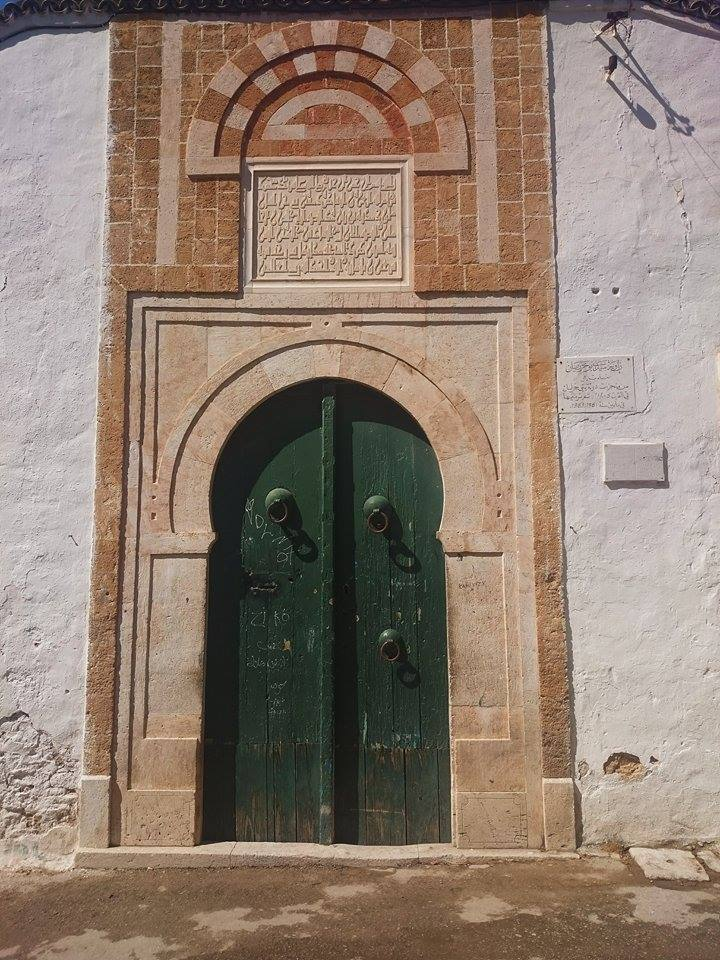
Porte d'entrée du mausolée

Le tourbet Sidi Bou Khrissane (arabe : تربة سيدي بوخريصان) est un mausolée tunisien situé sur la rue Ben Mahmoud dans le quartier tunisois de Bab Menara.
Cet édifice est classé monument historique par un décret datant du 31 août 1999.

## Histoire
Cette nécropole date du XIe siècle et abrite les tombes des Khourassanides. Le site est rénové entre 1981 et 1983.

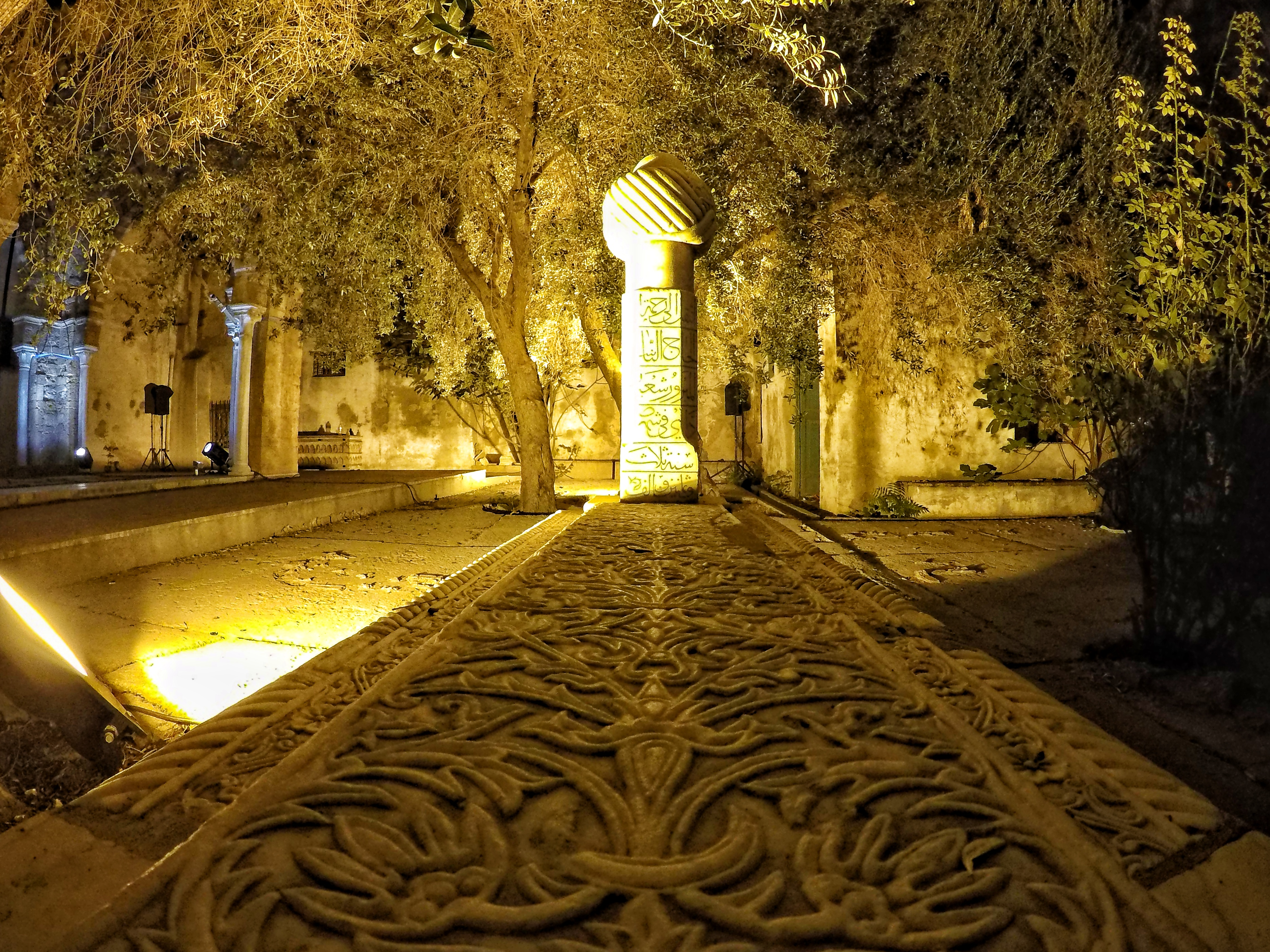
Tombe vue de nuit
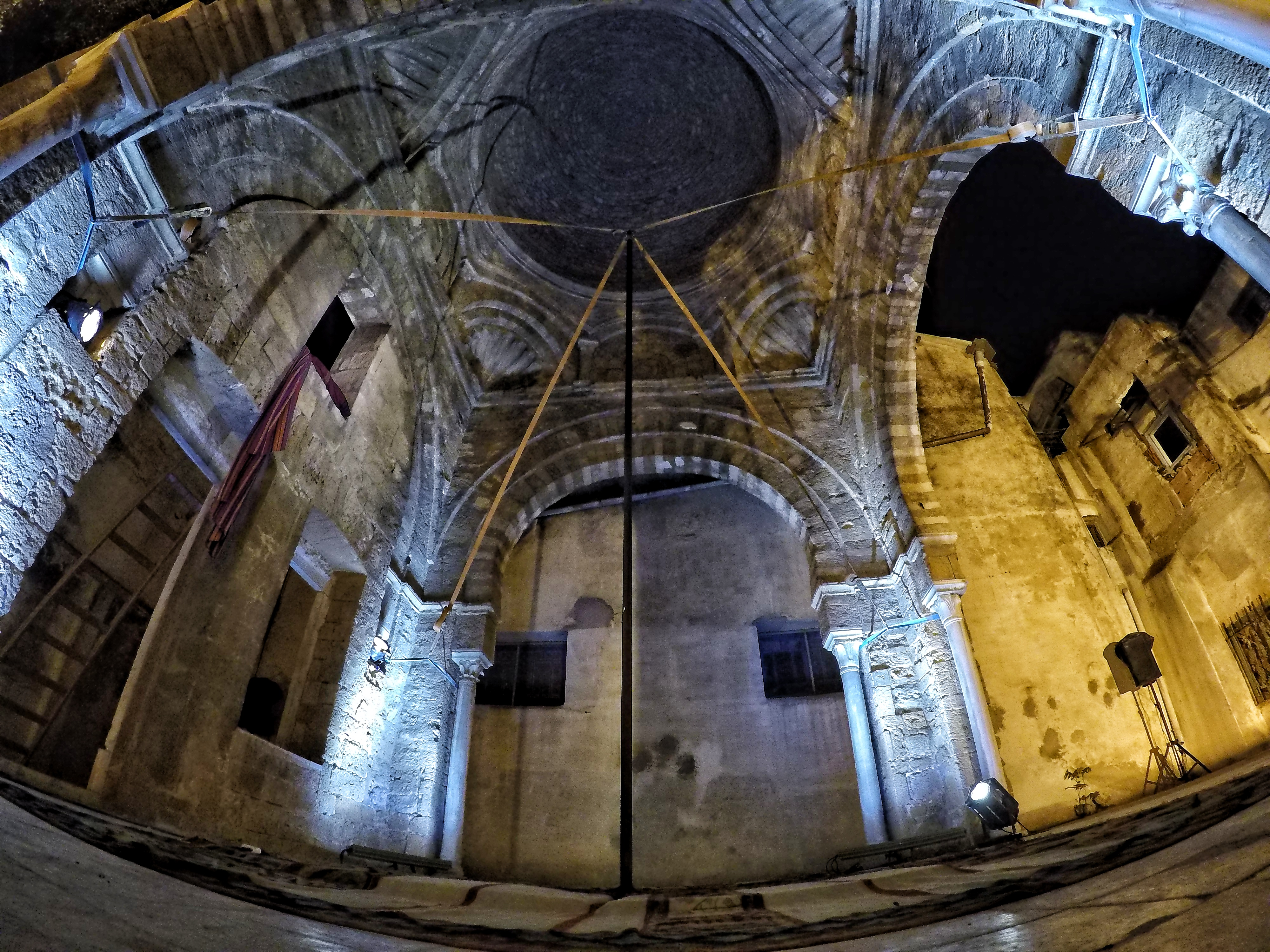
Vue intérieure